# 機関車大追跡
『機関車大追跡』（きかんしゃだいついせき、The Great Locomotive Chase）は、ウォルト・ディズニー・プロダクション製作による1956年のアメリカ合衆国の映画。南北戦争中の1862年に発生した実際の出来事「機関車大競走」に基づいている。監督はフランシス・D・リヨン。出演はフェス・パーカーなど。シネマスコープ作品。

## ストーリー
1862年4月7日深夜、南軍の輸送列車を襲撃するために、ジェームズ・J・アンドリュース率いる22人の男がテネシー州ナッシュヴィル郊外に集う。
彼らは、複数の班に分かれ、志願兵に扮してアトランタ北部のマリエッタへと南下する。
テネシー州ナッシュヴィル郊外に秘かに集まった22人の男があった。彼らは探偵アンドルウス（フェス・パーカー）を隊長とする南軍の輸送列車を奪い、道路、通信施設を破壊する目的をもっていた。22名は数班に分かれ南軍に志願する農民を装って落合う先のアトランタ北方マリエッタへと南へ進んだ。
4月12日未明、一行はマリエッタから、ジェネラル号が曳行するチャタヌーガ行の列車に乗り込み、ビッグ・シャンティ駅に到着する。そして、大勢の南軍部隊が駐屯する中、一行は貨車3両のついたジェネラル号を盗んで北進する。
列車の車掌フラーは線路の整備係から借りたトロッコで追うが追いつけず、機関車を乗り換えながら追跡を続けるうちにジェネラル号に追いつく。
そして、ダルトン駅から電信で列車が盗まれたことをチャタヌーガの司令部に伝え、次のリンゴールド駅に騎兵隊が派遣される。
これにより、ジェネラル号は騎兵隊の襲撃を受け、アンドリュースらはとらえられ、全員死刑判決を受ける。
その後、この22人は脱獄を図るが、アンドリュースら8人は再び捕らえられる。
残りの14人は無事帰還を果たして勲章をもらい、捕らえられた8人の栄誉もたたえられた。

## キャスト
| 役名                          | 俳優                      | 日本語吹き替え | 日本語吹き替え           |
| 役名                          | 俳優                      | テレビ版1      | 東京12ch版               |
| ----------------------------- | ------------------------- | -------------- | ------------------------ |
| ジェームズ・J・アンドリュース | フェス・パーカー          | 小林修         | 仁内達之                 |
| ウィリアム・ファラー          | ジェフリー・ハンター      | 嶋俊介         | 津嘉山正種               |
| ウィリアム・キャンベル        | ジェフ・ヨーク            |                | 飯塚昭三                 |
| ウィリアム・ピッテンジャー    | ジョン・ラプトン          |                |                          |
| ロバート・バファム            | エディ・ファイアストーン  |                |                          |
| アンソニー・マーフィー        | ケネス・トビー            |                |                          |
| マリオン・A・ロス             | ドン・メゴワン            |                |                          |
| ジェイコブ・パロット          | クロード・ジャーマン・Jr. |                |                          |
| ウィリアム・ベンシンガー      | ハリー・ケリー・Jr.       |                |                          |
| ピート・ブラッケン            | スリム・ピケンズ          |                |                          |
| アレックス                    | モーガン・ウッドワード    |                |                          |
| 兵士                          | ディック・サージェント    |                |                          |
| その他                        | N/A                       |                | 嶋俊介 若本紀夫 村松康雄 |

- 東京12ch版：初回放送1974年10月20日「ディズニーワールド」19:00 - 19:56

## スタッフ
- 監督：フランシス・D・リヨン（英語版）
- 製作・脚本：ローレンス・E・ワトキン（英語版）
- 撮影：チャールズ・P・ボイル（英語版）
- 編集：エルスワース・ホーグランド（英語版）
- 音楽：ポール・J・スミス

## 製作
南北戦争中の1862年、北軍の密偵だったジェームズ・アンドリュースが南部に潜入し、21名の部下と南部側の蒸気機関車「ゼネラル号」を奪い逃走、その行程で線路も破壊し主要輸送路を麻痺させようと企てた。驚いた車掌のウィリアム・ファラーは、発生直後に「テキサス号」を使ってゼネラル号を追跡。アンドリュースによる妨害工作も突破し、アンドリュース一団を捕まえたという「機関車大競走」として知られる出来事があった。大の鉄道ファンで知られたウォルト・ディズニーはこの出来事を高校時代に知ってから強烈な印象を持っており、映画化の際は製作だけでなく事実上の技術監督も務めたという。
ウォルトは、大学で歴史の教授だった経験を持つローレンス・E・ワトキンを製作と脚本に起用。ワトキンによって時代考証は正確に行われ、史実を忠実に脚色することとなった。
撮影場所について、実際に発生したウェスタン・アンド・アトランティック鉄道は既に近代化され撮影には不向きだったため、ディズニースタジオは撮影場所を捜索。やや老朽化していたものの、舞台の1862年の雰囲気を残し撮影にも向いていたことから、タルーラ・フォールズ鉄道にてノースカロライナ州フランクリンからジョージア州コーネリアまでの路線（約35マイル）に沿ったさまざまな地点で撮影された。
登場する3台の機関車のうち、最初の機関車であるヨナ号は同型だった1927年製の4-2-0レプリカであるラファイエット号を使用することに決定。実際の追跡で使用されたゼネラル号とテキサス号は廃車になっていたが博物館などに静態保存されていたため、ディズニーはその2台を参考にほぼ同型の機関車を探した結果、ゼネラル号にはウィリアム・メイソン号を、テキサス号にはインヨー号を代替として使用することを決定した。インヨー号はパラマウント・ピクチャーズから、ウィリアム・メイソン号とラファイエット号はボルチモア・アンド・オハイオ鉄道博物館から借りて塗装を変更した上で使用し、他にも南北戦争時代の機関車を使用したり有蓋車を製作するなど当時を極めて忠実に再現した。

## 作品の評価
この映画は、初公開時に賛否両論が巻き起こった。ほとんどの批評家からは高評価だったものの、ウォルトが期待していたほどの成功はしなかった。これについて、北軍のスパイが捕らえられ、投獄され、逃げようとする期待外れな結末が原因であった可能性があるとされ、ニューヨーク・タイムズは「彼らは列車を放棄する時に興奮は終わる」と評し、さらに主人公が任務に失敗し処刑されてしまう場面に憂鬱であると感じた人もいるのではないか、としている。
バラエティは「興行収入で大丈夫な見通しを約束するのに十分刺激的なパッセージで、良い娯楽価値と公正な娯楽価値の間で異なる」と評している。 ハリソンズ・レポートは「このウォルト・ディズニーの歴史的メロドラマは、一般客にかなりの満足を与えるはずです...アクションは全体を通して速いペースで動き、捕まる前に、襲撃など多くのエキサイティングな、信じられないほどの状況で満たされます」と評した。